# Detlev Heinrich von Einsiedel
Detlev Heinrich von Einsiedel (* 9. Oktober 1698; † 5. März 1746 in Dresden) war ein königlich-polnischer und kurfürstlich-sächsischer Kammerherr und Herr der Standesherrschaft Seidenberg.

## Leben
Detlev Heinrich war der dritte und jüngste Sohn des Geheimen Rats und Oberhofmeisters Hans Haubold von Einsiedel (1654–1700) aus dem sächsischen Adelsgeschlecht Einsiedel. Als sein Vater starb, war Detlev Heinrich von Einsiedel erst zwei Jahre alt. Seine Mutter starb Ende des Jahres 1725. Durch deren Tod erbte Detlev Heinrich von Einsiedel gemeinsam mit seinen beiden älteren Brüdern, dem Ersten Hausmarschall Johann George von Einsiedel und Cay Rudolph Haubold von Einsiedel, gemeinschaftlich die Berg- und Hüttenwerke im Amt Sangerhausen, das damals zum Herzogtum Sachsen-Weißenfels gehörte. Damit fielen ihnen erhebliche Einnahmequellen aus dem Bergbau zu.
Einsiedel schlug wie viele seiner Familienmitglieder eine Laufbahn am sächsischen Hof in Dresden ein, wo er schon frühzeitig zum Titular-Kammerherrn ernannt worden ist.
Er starb, ohne Kinder zu hinterlassen, auf der Pfarrgasse in Dresden im Haus des Senators Schwartzbach im Alter von 47 Jahren und 5 Monaten und wurde am 8. März 1746 nach Reibersdorf bei Zittau zur Beerdigung überführt.
Johann George von Einsiedel, sein ältester Bruder, erbte 1746 nach dem Tod von Detlev Heinrich von Einsiedel testamentarisch sämtliche Besitzungen der Linie Scharfenstein, darunter auch die Standesherrschaft Seidenberg.